# طالب الرفاعی
طالب الرِّفاعی (عربی: طالب الرفاعي؛ زادهٔ ۱ ژانویهٔ ۱۹۵۸) روزنامه‌نگار و نویسنده اهل کویت است.
از رمان‌های او می‌توان سایه خورشید(۱۹۹۸)، کلمات سامر(۲۰۰۶) و نجدی(۲۰۱۷) اشاره کرد.
آثار او در مجله Banipal منتشر شده‌است.